# Portrait d'une noble dame saxonne
Le Portrait d'une noble dame saxonne est un tableau de Lucas Cranach l'Ancien réalisé en 1534. Cette huile sur toile est conservée au musée des Beaux-Arts de Lyon.

## Description
Le tableau présente une femme richement vêtue prenant la pose pour être représentée par le peintre ; son identité précise reste inconnue, bien que l'abondance de bijoux semble la désigner comme une femme mariée de la haute société. On peut noter un énigmatique W dans sa coiffure et le portrait de Jean-Frédéric de Saxe sur son pendentif. Un soin tout particulier est accordé au vêtement de cette femme, lequel est particulièrement sophistiqué. Les cheveux recouverts, le regard en direction du spectateur, les mains jointes au niveau des hanches, la femme a son buste légèrement incliné vers la gauche. Comme souvent dans les tableaux de Cranach l'Ancien, la gamme chromatique est réduite, se résumant principalement au noir et à l'orange, lesquels offrent des contrastes de couleurs.

## Histoire
Spécialisé dans la réalisation de portraits, Lucas Cranach l'Ancien fut le peintre de la Cour à Wittenberg à partir de 1505, soit 29 ans avant la réalisation de ce tableau. Celui-ci est la propriété du musée depuis 1892.